# 니이다촌 (아키타현 기타아키타군)
니이다촌(二井田村)은 아키타현 기타아키타군에 있던 촌이다. 현재의 오다테시 남서부, 요네시로 강 좌안, 하나와 선 오기타 역 서쪽 일대에 해당한다

## 역사
- 1889년 4월 1일 - 정촌제 시행에 의해 6촌의 구역으로 성립하였다.
- 1955년 3월 1일 - 오다테시에 편입되어, 동일 니다촌은 폐지되었다.

## 교통

### 철도
촌역에 철도 노선은 소재하지 않았지만(오기타정과의 경계선 상을 통과), 하나와 선의 오기타역이 지근에 소재했다.

### 도로
- 가즈노 가도 (현 아키타현도 제52호 히나이타시로선)